# Тарнавщина
Тарна́вщина — проміжна залізнична станція 5-го класу Полтавської дирекції Південної залізниці на лінії Гребінка —Ромодан між станціями Солоницька (9 км) та Ромодан (12 км). Розташована у селі Тернівщина Лубенського району Полтавської області.

## Історія
Станція відкрита у 1901 році, коли була побудована залізнична лінія Київ — Полтава.
У 1996 року станцію  електрифіковано в складі дільниці Гребінка — Лубни. Впродовж 1995—1999 років електрифіковано і всю лінію до Полтави.

## Пасажирське сполучення
На станції зупиняються лише приміські поїзди напрямку Гребінка — Полтава — Огульці.